# Felipe de Guevara
Pour les articles homonymes, voir Guevara.
Felipe de Guevara, né vers 1500 à Bruxelles et mort en juin 1563 à Madrid, est un courtisan, collectionneur et historien de l'art espagnol.

## Biographie
Felipe est le fils de Francisca Esmez y Lastre et de Diego de Guevara (vers 1450-1520), conseiller de Philippe le Beau.
Comme son père, Felipe a appartenu à la cour des Habsbourg. Il sert tout d'abord Charles Quint, qu'il accompagne à son couronnement impérial à Bologne en 1530 et lors de son expédition à Tunis en 1535, puis Philippe II. Ses services lui valent le titre de « gentilhomme de bouche » (gentilhombre de boca) et le rang de commandeur de l'ordre de Santiago.
Humaniste, il est le protecteur du géographe Pedro Esquivel (d) et de l'historien Ambrosio de Morales, auquel il confie l'instruction de son fils Diego.
Mort en juin 1563, il est inhumé dans une chapelle de l'église Saint-Jérôme-le-Royal.
Propriétaire d'un palais madrilène édifié en face de l'armurerie royale, passionné par la numismatique et les arts, Felipe a continué à enrichir la collection paternelle, qui comprenait des chefs-d’œuvre de la peinture flamande. Sept ans après sa mort, plusieurs tableaux sont acquis par Philippe II auprès de sa veuve, Beatriz de Haro, et de son fils Ladrón.

## Œuvre
En 1788, Antonio Ponz publie sous le titre Comentarios de la Pintura la copie d'un manuscrit perdu dont l'original a été rédigé par Guevara vers 1560. Initialement intitulé Comentario de la Pintura y Pintores Antiguos et dédié à Philippe II, cet ouvrage érudit traite des artistes de l'Antiquité gréco-romaine tout en évoquant quelques « modernes ». Parmi ces derniers, on trouve notamment Jérôme Bosch, que Guevara présente comme un lointain disciple d'Antiphile en tant que peintre de grylles, et dont il réhabilite l’œuvre en la distinguant de la production de ses nombreux suiveurs et faussaires. Guevara possédait une version du Chariot de foin de Bosch, mais on ignore s'il s'agit de celle du Prado ou de celle de l'Escurial.
Un autre traité de Guevara, consacré aux monnaies romaines, n'a pas été conservé.